# Georgenberg, Oberpfalz
Georgenberg, Oberpfalz är en kommun och ort i Landkreis Neustadt an der Waldnaab i Regierungsbezirk Oberpfalz i förbundslandet Bayern i Tyskland.
Kommunen ingår i kommunalförbundet Pleystein tillsammans med staden Pleystein.